# Maksim Siemionow (zapaśnik)
Maksim Anatoljewicz Siemionow (ros. Максим Анатольевич Семёнов; ur. 7 kwietnia 1979) – rosyjski zapaśnik w stylu klasycznym.
Olimpijczyk z Aten 2004, gdzie zajął dziewiąte miejsce w wadze do 66 kg. Czwarty na Mistrzostwach Świata i piąty zawodnik Mistrzostw Europy w 2002 roku. Drugi w Pucharze Świata w 2003 roku. Pierwszy na mistrzostwach świata wojskowych w 2001. Wicemistrz Rosji z 2003.